# 12 fantasías para flauta solo (Telemann)

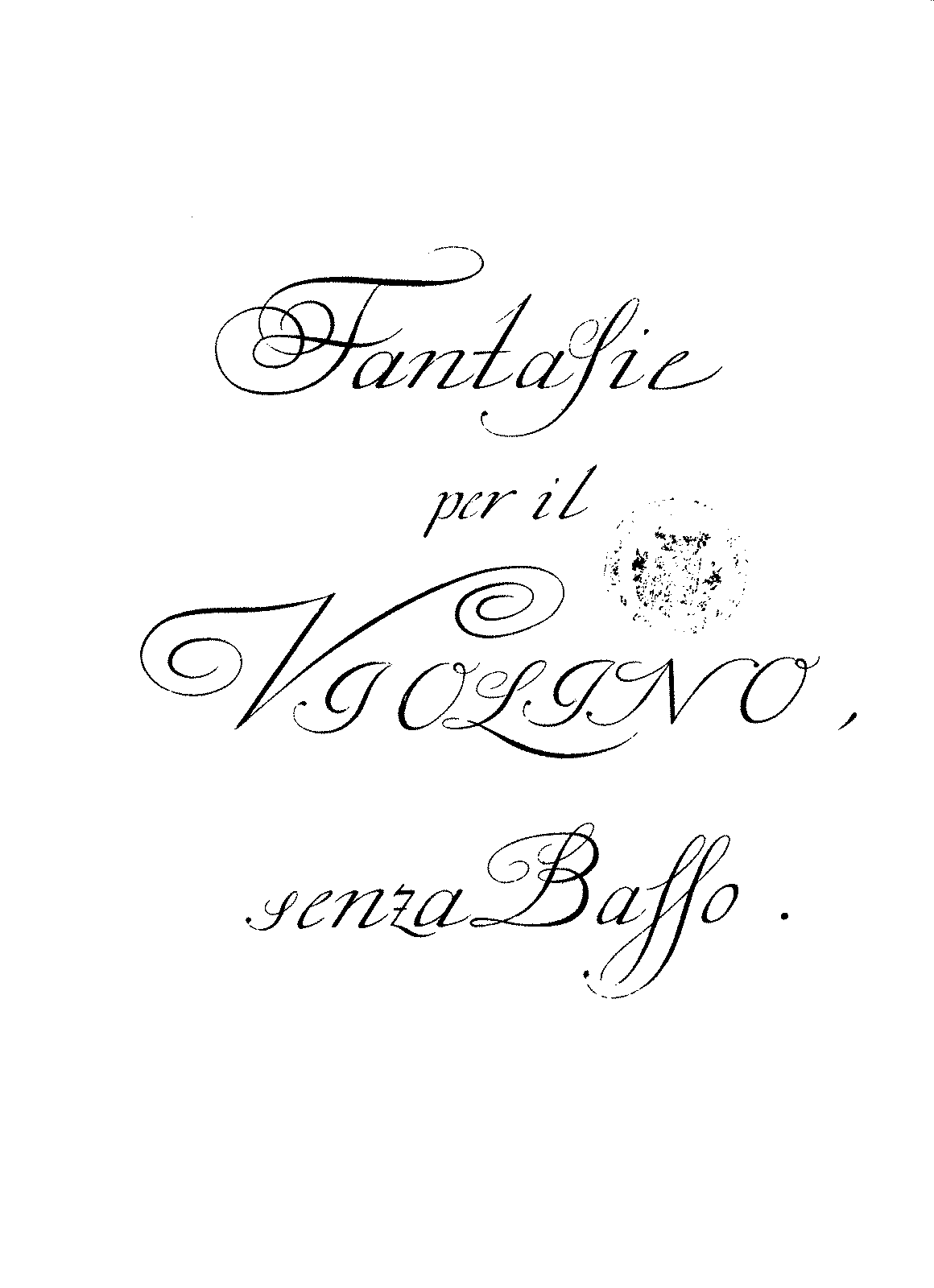
Portada de doce fantasías para flauta solo.

Las 12 Fantasías para Flauta Solo de Georg Philipp Telemann, TWV 40: 2-13, fueron publicadas en Hamburgo en 1732-33. Representa una de las colecciones de obras para instrumentos sin acompañamiento del compositor, junto a las 36 fantasías para clave solista (Hamburgo, 1732-1733), 12 fantasías para violín solo (1735), y un conjunto de 12 fantasías para viola da gamba sola (1735).
La colección está ordenada por tonalidades, con una progresión desde la mayor a sol menor. Telemann deliberadamente evita, como los compositores de la época, las tonalidades más difíciles para la flauta de una llave, como son: si mayor, do menor, fa menor y fa sostenido mayor. 
A pesar de una tesitura aproximadamente limitada a 2 octavas (de re a mi’’), y la ausencia de posibilidad de cuerdas dobles y por tanto de polifonía, la colección incluye algunas formas comúnmente propuestas para instrumentos polifónicos en vez de para uno monofónico como la flauta: fuga o movimientos de estilo fugato (vivace de la Fantasía 2, allegro de la Fantasía 6, spirituoso de la Fantasía 8, allegro de la Fantasía 9, presto de la Fantasía 10, vivace de la Fantasía 11); una obertura a la francesa en la Fantasía 7; una passacaglia en la Fantasía 5. 
Los recursos utilizados por Telemann para dar la ilusión de polifonía con una sola voz no eran nuevos, ya que también fueron utilizados por muchos otros autores. Estos recursos pueden ser la combinación de las frases, a menudo con cambios de octava, generando efectos de diferenciación entre las diferentes voces, y la realización de dos líneas melódicas simultáneas reservando las notas en tiempo fuerte para una voz y en débil para otra.
El único manuscrito disponible, en la biblioteca del Conservatorio Real de Bruselas, se titula "Fantasie per il violino senza basso". A pesar de que la tesitura limitada y el estilo de escritura, por la ausencia de dobles cuerdas y acordes, se refieren a una puntuación para traverso, es más que probable que las fantasías se interpretaran también en el violín u otros instrumentos. Prueba de ello son las transposiciones a una tesitura adecuada a la flauta de pico, o un arreglo para viola sola publicado por Euprint en 2012. En esta publicación, por añadido, a través del uso de cuerdas dobles, algunas partes a varias voces aparecen como secciones polifónicas reales.
La estructura es la siguiente: 
1. Fantasía en la mayor (vivace-allegro)
2. Fantasía en la menor (grave-vivace-adagio-allegro)
3. Fantasía en si menor (largo-vivace-largo- vivace-allegro)
4. Fantasía en si bemol menor (andante-allegro-presto)
5. Fantasía en do mayor (presto-largo-presto-dolce-allegro-allegro)
6. Fantasía en re menor (dolce-allegro-spirituoso)
7. Fantasía en re mayor (alla francese-presto)
8. Fantasía en mi menor (largo-spirituoso-allegro)
9. Fantasía en mi mayor (affettuoso-allegro-grave-vivace)
10. Fantasía en fa sostenido menor (a tempo giusto-presto-moderato)
11. Fantasía en sol mayor (allegro-adagio- vivace-allegro)
12. Fantasía en sol menor (grave-allegro-grave-allegro-dolce-allegro-presto)